# Maserati Karif

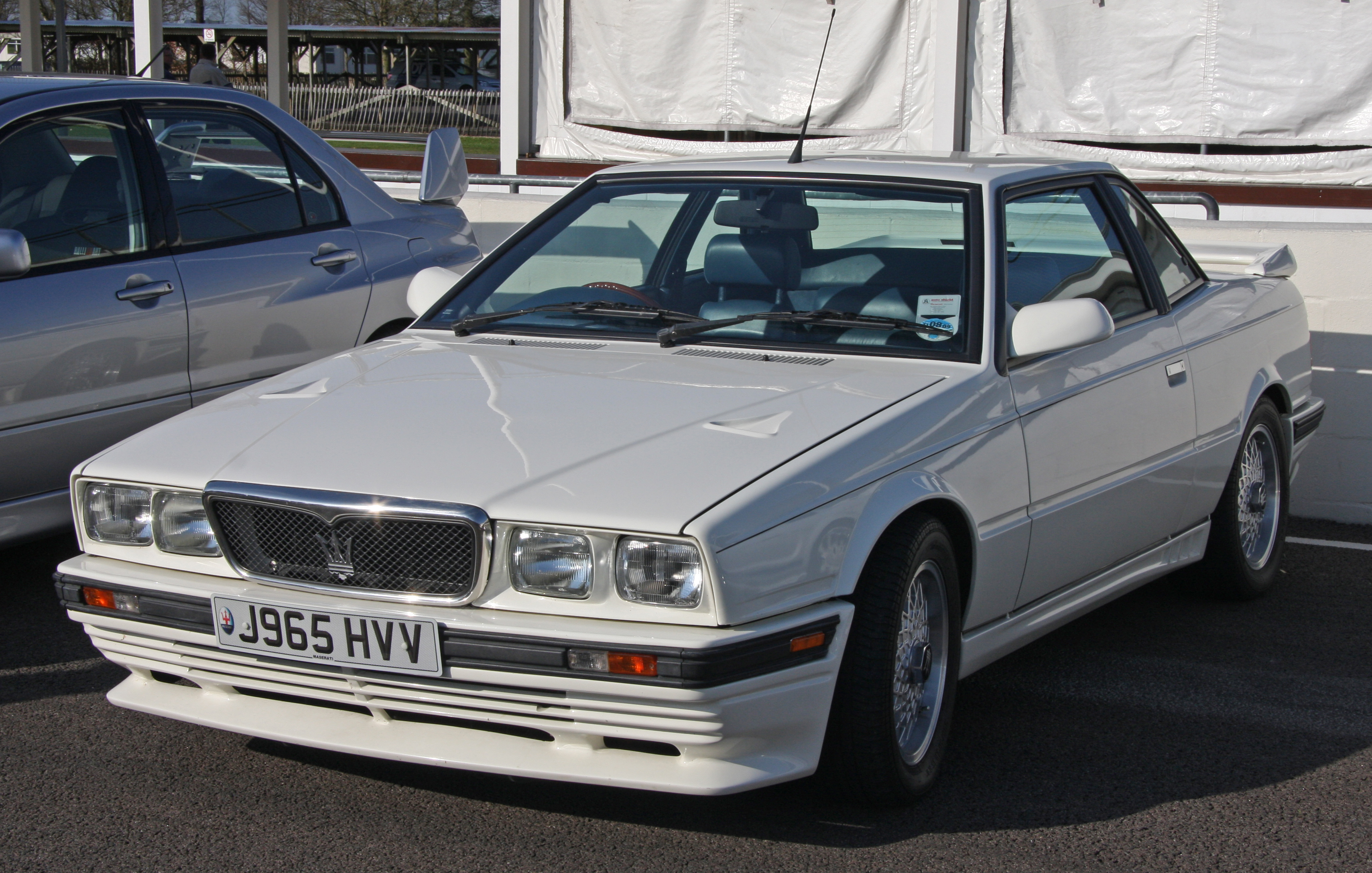
Maserati Karif

La Maserati Karif est une automobile du constructeur italien Maserati.
C'est un coupé (court) à deux places qui reprend le châssis du cabriolet Zagato. Principalement équipé du 2,8l biturbo, ce véhicule a une distribution confidentielle (autour de 221 unités). Présenté en 1988, il sera construit jusqu'en 1990.